# Положеве
Положе́ве — село в Україні, у Шацькій селищній територіальній громаді Ковельського району Волинської області. Населення становить 256 осіб.
Орган місцевого самоврядування — Шацька селищна громада. 

## Історія
У 1906 році село Шацької волості Володимир-Волинського повіту Волинської губернії. Відстань від повітового міста 78  верст, від волості 7. Дворів 23, мешканців 206.
12 червня 2020 року, відповідно до розпорядження Кабінету Міністрів України № 708-р «Про визначення адміністративних центрів та затвердження територій територіальних громад Волинської області», увійшло до складу Шацької селищної територіальної громади.
19 липня 2020 року, в результаті адміністративно-територіальної реформи та ліквідації Шацького району, село увійшло до новоутвореного Ковельського району.

## Релігія
- Церква Преображення Господнього УГКЦ.
- Церква святого Дмитра ПЦУ.

18 січня 2019 року парафія УПЦ МП святого великомученика Димитрія Солунського оголосила про перехід до Єдиної помісної Української Православної Церкви.

## Населення
Згідно з переписом УРСР 1989 року чисельність наявного населення села становила 226 осіб, з яких 100 чоловіків та 126 жінок.
За переписом населення України 2001 року в селі мешкало 256 осіб. 100 % населення вказало своєю рідною мовою українську мову.